# 大森トンネル
大森トンネル（おおもりトンネル）は、北海道古宇郡神恵内村の国道229号上にある国道トンネル。
全長は2,509メートル。

## 歴史
この付近はかつて積丹側から、キナウシトンネル、初代ウエンチクナイトンネル、とようみトンネル、大森大橋、大森覆道、初代大森トンネルからなるルートで構成されていた。しかし、豊浜トンネル岩盤崩落事故を受けて行われた調査でウエンチクナイトンネルからとようみトンネルにかけての明かり区間で安全性に問題があると判明、その結果を受け、既存の初代ウエンチクナイトンネルを山側に延伸する形で、2代目ウエンチクナイトンネルの工事が開始された。
しかし2代目ウエンチクナイトンネルの完成を待たずして2004年9月8日、日本列島を縦断していた台風18号が北海道に接近。一旦は温帯低気圧になる寸前まで気圧が上がったものの、上陸直前に再発達。大森大橋付近では、気圧の低下と暴風により水位が異常に上昇、地形による反射波が大きな水塊となって大森大橋を襲いコンクリート製の橋脚が持ち上げられる形で落橋。中央付近の橋桁が岸まで流されてしまった。事前に通行止めとなっていたため、人的被害はなかった。
大森大橋が通行止めによる近隣住民への影響は大きく、通常なら9.5km程の距離の珊内～神恵内間だが、道道998号線から古平町～積丹町と大きく迂回するしかなく、その距離もおよそ79km程と峠越えを含む8倍の距離を走らざるを得なかった。仮復旧は落橋した区間を仮橋で繋ぐ形で行われ、12月10日、3か月振りに再開通となった。同時に2代目ウエンチクナイトンネルも供用開始した。
その後、本復旧に向けたルート案が検討され、被災前と同じルートでの復旧も検討されたが、同じような気象条件になった際に被災する可能性が高く、新トンネルが必要とされ、2005年（平成17年）6月に新トンネルの工事が開始された。新トンネル（1,482m）は大森大橋の山側を迂回し、既存トンネルである2代目ウエンチクナイトンネル （1,027m）と接合して利用するという方法が取られ、2006年（平成18年）２月に貫通。2代目大森トンネル（2,509m）として2007年（平成19年）３月21日に供用が開始された。これにより、2代目ウエンチクナイトンネルは大森トンネルに編入され、現在供用しているが、編入されなかった区間は開通からわずか2年4か月という短さで廃道となった。
大森トンネル岩内側坑口は旧道よりも高い場所に建設されており、同時に被災した道の駅オスコイ！かもえないも同じ高さに移転新築し、2010年に開業した。